# Dívčí Hrad
Dívčí Hrad é uma comuna checa localizada na região de Morávia-Silésia, distrito de Bruntál‎.